# رونالد مارين
رونالد مارين (بالإسبانية: Rónald Marín)‏ (2 نوفمبر 1962 بكوستاريكا - ) هو لاعب كرة قدم كوستاريكي في مركز الدفاع، شارك في كأس العالم 1990. وشارك مع منتخب كوستاريكا لكرة القدم. أما مع النوادي، فقد لعب مع نادي كارتاهينيس ونادي ألاجولينسي ونادي هيريديانو.

## وصلات خارجية
- رونالد مارين على موقع الاتحاد الدولي (مؤرشف)  (الإنجليزية)
- رونالد مارين على موقع قاعدة بيانات كرة القدم.إي يو (الإنجليزية)
- رونالد مارين على موقع ناشيونال فوتبول تيمز (الإنجليزية)
- رونالد مارين على موقع Soccerway.com (الإنجليزية)
- رونالد مارين على موقع عالم كرة القدم.نت (الإنجليزية)